# Музей науки и техники Элдер
Музей науки и техники Элдер (исп. Museo Elder de la Ciencia y la Tecnología) — музей в Лас-Пальмасе, столице Гран-Канарии на Канарских островах.

## История
Музей получил своё название от судоходной компании Elder Dempster Lines, первоначальных владельцев здания, в котором сейчас находится музей. Компания Elder Dempster Lines была основана в 1878 году двумя шотландскими судоходными предпринимателями, Александром Элдером (братом судостроителя Джона Элдера) и Джоном Демпстером, и использовалась для перевозки бананов с Гран-Канарии в Великобританию. Музей Элдер занял здание и открылся для публики в декабре 1999 года.

## Коллекции

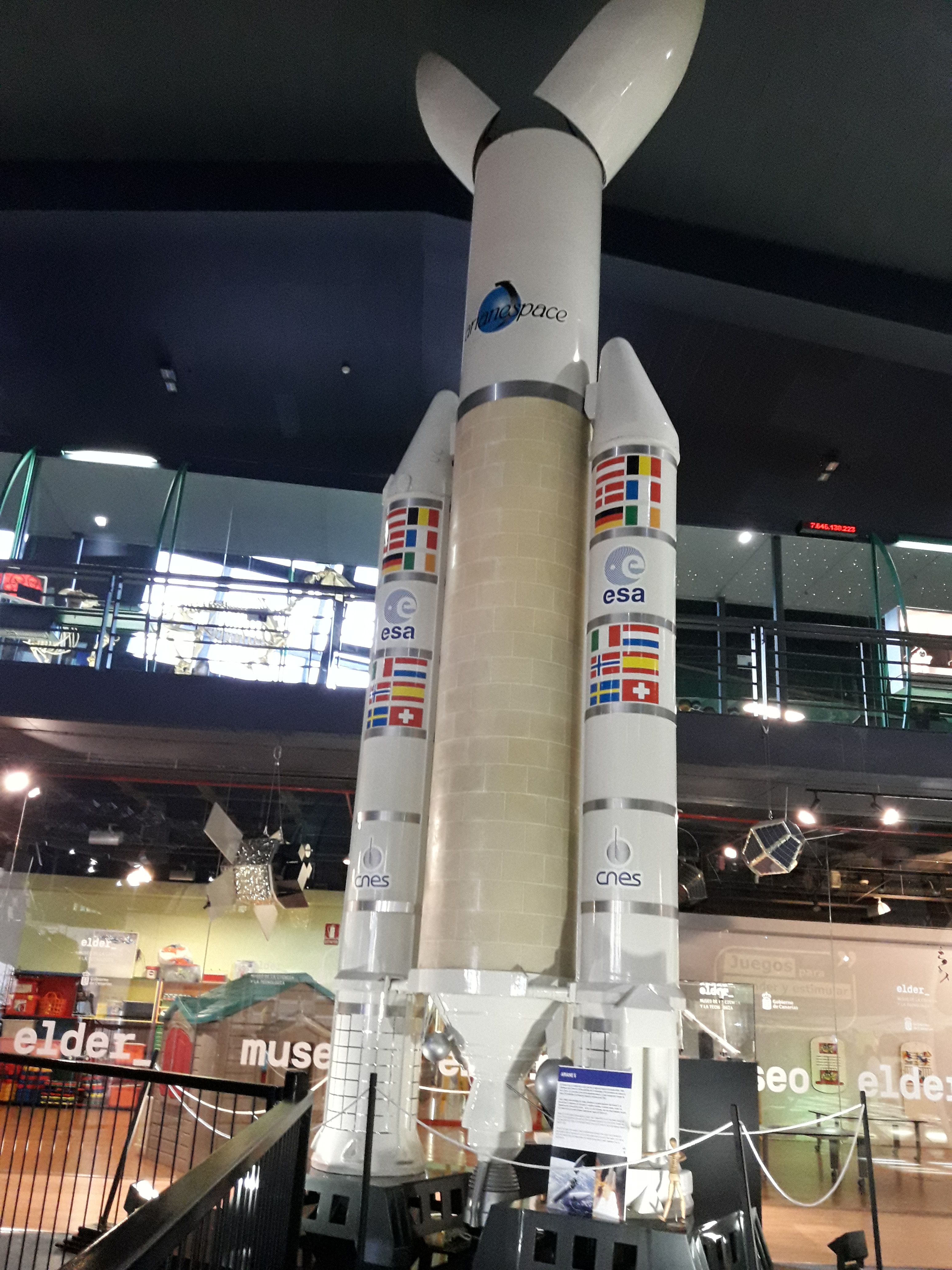
Ракета Ариан-5 на выставке музея Элдер

Экспозиция музея расположена на четырёх этажах, с выставками, посвящёнными технологиям, физике, математике, геологии, биологии, медицине и астрономии, с цифровым планетарием. Среди экспонатов — модели пароходов и судового дизеля, реактивный истребитель Northrop F-5, оранжерейная экосистема и «Робо-горки». Возле столовой выставлен паровоз 1885 года выпуска. В 2017 году музей представил масштабную модель Европейского солнечного телескопа, который планируется построить на Ла-Пальме. В 2017 году также был открыт новый научно-исследовательский кабинет.
Музей поощряет непосредственное взаимодействие с экспонатами, а объявления вокруг галерей с юмором гласят, что нельзя НЕ прикасаться к экспонатам.